# Аллилуев, Иосиф Григорьевич
Ио́сиф Григо́рьевич Аллилу́ев (22 мая 1945 — 31 октября 2008, Москва) — советский и российский кардиолог, доктор медицинских наук. Заслуженный деятель науки РСФСР. Работал в Клиническом центре Московской медицинской академии имени И. М. Сеченова. Внук Иосифа Сталина.

## Биография
Иосиф Аллилуев родился 22 мая 1945 года в семье дочери Иосифа Сталина Светланы Аллилуевой и одноклассника её брата Григория Морозова. Брак Светланы и Григория был расторгнут через 3 года после рождения Иосифа. После того, как в 1949 году Светлана вышла замуж за Юрия Жданова, усыновившего её ребёнка от первого брака, — он стал Иосифом Юрьевичем Ждановым; фамилия и отчество были восстановлены в середине 1950-х годов.
Иосиф Григорьевич не оставил мемуаров и почти не давал интервью. Его последнее интервью, данное Первому каналу, вошло в документальный фильм «Светлана», посвящённый его матери.
Иосиф Григорьевич был дважды женат; от первого брака с Еленой Вознесенской — сын Илья Иосифович Вознесенский, архитектор (род. ок. 1970, по другим данным в 1965).
Скоропостижно скончался на работе 31 октября 2008 года.
Похоронен на Новодевичьем кладбище, рядом с могилой Павла Сергеевича Аллилуева, своего двоюродного деда.

## Труды
Автор более 150 научных трудов по болезням сердца.
Учебные пособия
- Аллилуев И. Г., Маколкин В. И., Аббакумов С. А. Боли в области сердца: Дифференц. диагноз. — М.: «Медицина», 1985. — 192 с.
- Аллилуев И. Г. Боль в грудной клетке: диагностика и лечение: Руководство для врачей и студентов. — М.: «Эко-Трендз», 2000. — 144 с. — ISBN 5-88405-034-8.
- Неотложная кардиология / Аллилуев И. Г. и др.; под общ. ред. А. Л. Сыркина. — М.: Мед. информ. агентство (МИА), 2004. — 518 с. — ISBN 5-89481-265-8 (в переводе).

Научно-популярные издания
- Аллилуев И. Г., Аббакумов С. А. Когда болит сердце / Аллилуев И. Г.. — М.: «КРОН-пресс», 1996. — 160 с. — (Будьте здоровы). — 25 000 экз. — ISBN 5-232-00407-7.

## В культуре
Кинематограф
- В телесериале «Светлана» (2018), роль Иосифа (Йоси) исполняют актёры:
  - Александр Дробитько (в возрасте семнадцати лет)
  - Илья Матюшин (в возрасте двенадцати лет)
  - Степан Степаков (в возрасте восьми лет)